# Hushen-Gletscher
Der Hushen-Gletscher ist ein Gletscher auf der westantarktischen Alexander-I.-Insel. Auf der Nordseite der Beethoven-Halbinsel fließt er in nordwestlicher Richtung zum Reuning-Gletscher unmittelbar vor dessen Einmündung in das Mendelssohn Inlet.
Der United States Geological Survey kartierte ihn anhand von Luftaufnahmen der United States Navy aus den Jahren von 1967 bis 1968 sowie mittels Landsat-Aufnahmen aus den Jahren 1972 und 1973. Das Advisory Committee on Antarctic Names benannte den Gletscher nach W. Timothy Hushen, Vorsitzender des Polar Research Board bei der National Academy of Sciences von 1981 bis 1988.